# Xã Twin Lake, Quận Sanborn, Nam Dakota
Xã Twin Lake (tiếng Anh: Twin Lake Township) là một xã thuộc quận Sanborn, tiểu bang Nam Dakota, Hoa Kỳ. Năm 2010, dân số của xã này là 86 người.